# Абарта
Абарта (Ábartach, Ábhartach — той, що творить діла) — в ірландській міфології бог з племені богині Дану.
Одного дня, Абарта під виглядом чоловіка в пошуках роботи з'являється в таборі Фінна Маккула — вождя Фенії. Останній бере Абарту до себе на службу та дає йому прізвисько «ледачий слуга» (Gialla Deacair). У свою чергу, в знак прихильності, Абарта дарує дружині ірландських воїнів норовливого сірого коня. Але після того як чотирнадцять воїнів та Абарта осідлали тварину, кінь зрушує з місця та галопом переправляє вершників у потойбічний світ. Таким чином Абарта здійснює свій першопочатковий задум.
З допомогою найкращого ірландського слідопита на ймення Фолтор, Фінну вдається потрапити в потойбічний світ та звільнити своїх воїнів з полону.